# Non al denaro non all'amore né al cielo
Non al denaro non all'amore né al cielo è il quinto album in studio del cantautore italiano Fabrizio De André, pubblicato nel 1971.

## Descrizione
(Fabrizio De André, intervista di Fernanda Pivano riportata sul retro di copertina.)
Come diversi altri dischi di De André, Non al denaro non all'amore né al cielo è un concept album; in questo caso l'ispirazione proviene da alcune poesie tratte dall'Antologia di Spoon River del poeta statunitense Edgar Lee Masters, opera del 1915 pubblicata per la prima volta in Italia da Einaudi nel 1943 con la traduzione dall'inglese di Fernanda Pivano. De André lesse la raccolta poetica in un'edizione economica regalatagli dalla prima moglie, Enrica Rignon, detta "Puny". L'idea del disco, come ha raccontato il produttore Roberto Dané, la ebbe Sergio Bardotti, che infatti affiancò lo stesso Dané in qualità di produttore.
Gian Piero Reverberi ha raccontato che il progetto era nato per il cantante Michele, sulla scia di Senza orario senza bandiera, con i testi di De André e le musiche di Reverberi, ma fu poi ripreso dallo stesso De André, motivo per cui Reverberi (anche per alcuni suoi contrasti con Dané) non venne più coinvolto e le musiche e gli arrangiamenti furono affidati a Nicola Piovani.
Il paroliere Giuseppe Bentivoglio, che aveva già collaborato con De André in Tutti morimmo a stento (suo è il testo di Ballata degli impiccati), aveva già presentato dei propri testi al cantautore ligure, che li ritenne interessanti e lo scelse come co-autore dei testi di questo LP e del successivo. Le poesie di Masters vennero elaborate e adattate alle musiche e, in alcuni casi, modificate o ampliate. La bontà del risultato finale venne testimoniata dalla stessa Fernanda Pivano, che restò impressionata dai risultati ed ebbe a dire al riguardo: «Fabrizio ha fatto un lavoro straordinario; lui ha praticamente riscritto queste poesie rendendole attuali, perché quelle di Masters erano legate ai problemi del suo tempo, cioè a molti decenni fa».
All'incisione parteciparono diversi prestigiosi musicisti: il violista di fama internazionale Dino Asciolla, il soprano Edda Dell'Orso (solista in molte colonne sonore di Ennio Morricone), il co-autore delle musiche e futuro premio Oscar Nicola Piovani, i chitarristi Silvano Chimenti e Bruno Battisti D'Amario, il bassista Maurizio Majorana, membro dei Marc 4, il violoncellista classico d'origine russa Massimo Amfiteatrof, il batterista Enzo Restuccia, il maestro beneventano Italo Cammarota, autore di canzoni per Nino Taranto, e il polistrumentista Vittorio De Scalzi, membro fondatore dei New Trolls.
Il disco fu registrato negli studi Ortophonic (oggi studi Music Village) di Roma, situati in Piazza Euclide; il tecnico del suono fu Sergio Marcotulli, padre della pianista jazz Rita.

## Copertina e titolo
Sulla copertina della prima edizione la grafia del titolo era Non al denaro non all'amore nè al cielo, con lo scorretto accento grave anziché acuto sulla congiunzione "né". Non si trattava però di una scelta ma di un mero errore grafico, dato che nelle ristampe successive della Ricordi l'errore ortografico fu corretto e il titolo fu spostato dalla parte bassa a quella alta della copertina.
Dopo il fallimento della casa discografica Produttori Associati nel 1978, De André passò alla Ricordi, poi inglobata da BMG, a sua volta inglobata da Sony, che ha quindi ereditato l'intero catalogo del cantautore genovese. La casa discografica distribuisce l'album sia in formato fisico sia digitale con la copertina originale e, sui servizi di streaming musicale, riporta il titolo Non Al Denaro, Non All'Amore, Ne Al Cielo, errato per le virgole e le maiuscole, non presenti nel titolo originale (le maiuscole sono tuttavia obbligatorie nei titoli su tali piattaforme, secondo la forma inglese), e per la congiunzione "né" scritta senza accento.

## Temi
I temi delle canzoni del disco, come spiegato nell'intervista della Pivano a De André inclusa nell'album, sono soprattutto due: l'invidia e la scienza. Al primo tema è dedicato il lato A del disco, al secondo il lato B: se l'invidia porta a comportamenti negativi (come nel caso del matto e del giudice) o alienanti, la scienza conduce le ambizioni dello scienziato a essere potenzialmente pericolose, anche quando sono spinte da buone intenzioni (come nel caso del medico). In entrambi i contesti si prospetta però anche un possibile superamento, nei personaggi rispettivamente del malato di cuore, che supera l'invidia della salute attraverso l'amore, e del suonatore Jones, che supera le proprie ambizioni attraverso la musica, suonando per passione e non per mestiere.

## Canzoni
Per ciascuna canzone De André si ispira direttamente a una delle poesie di Masters; a differenza dei brani del disco, le poesie originali hanno tutte per titolo il nome proprio del personaggio di cui narrano la storia, fatta eccezione per il prologo The Hill ("La collina", titolo tradotto letteralmente per la canzone ad esso ispirata) e per Il suonatore Jones.
Ascoltando l'album, si ha l'impressione di aggirarsi per il cimitero di Spoon River e sentire, in un certo senso, la voce dell'anima di ciascun personaggio, che narra in prima persona e a suo modo la propria storia. La prima canzone, La collina, funge da introduzione, mentre le restanti otto narrano ciascuna la storia e il mondo interiore di ciascun personaggio. Ognuna di queste otto canzoni ha come titolo il mestiere o la caratteristica principale del personaggio che narrerà la propria storia, e in ciascuna canzone quel personaggio, parlando in prima persona ma senza mai citare il proprio nome o cognome (l'unico nome che viene citato è quello del suonatore Jones, solo nei titoli), esprime ciò che è stato in vita e fa una sorta di bilancio definitivo della propria esistenza.

### La collina
Dormono, dormono sulla collina.
È l'incipit del disco e parla della misera gente che riposa sulla collina del cimitero di Spoon River: uomini deceduti in incidenti sul lavoro (cadendo da un ponte mentre lavoravano, bruciati in miniera), stroncati da malattie, uccisi nelle risse o chi «uscì già morto di galera»; donne morte per aborto o per amore, o chi fu «uccisa in un bordello dalle carezze di un animale». Non mancano accenni a soldati caduti in guerra e ai loro generali: «Dove sono i generali che si fregiarono nelle battaglie con cimiteri di croci sul petto? Dove i figli della guerra, partiti per un ideale, per una truffa, per un amore finito male? Hanno rimandato a casa le loro spoglie nelle bandiere legate strette perché sembrassero intere». La canzone si conclude con una dedica al suonatore Jones, «che offrì la faccia al vento, la gola al vino e mai un pensiero, non al denaro, non all'amore né al cielo», verso da cui l'album trae il titolo. Il personaggio di Jones tornerà, con una canzone a lui interamente dedicata, a fine disco.

### Un matto
Tu prova ad avere un mondo nel cuore

e non riesci ad esprimerlo con le parole,

e la luce del giorno si divide la piazza

tra un villaggio che ride e te, lo scemo che passa.
La canzone si ispira all'epitaffio di Frank Drummer, personaggio ritenuto pazzo ed internato in un manicomio perché incapace di comunicare i suoi pensieri attraverso il linguaggio. Nella canzone ognuno può riconoscere il vero personaggio presente in ogni realtà sociale, colui che viene preso in giro dalla gente in quanto creduto matto, ma alla fine vincitore della sua battaglia contro coloro che lo deridevano. Il matto è dunque un poeta che non ha trovato le parole per esprimersi, ma che possiede quella sensibilità che la gente "normale" non può raggiungere.

### Un giudice
Giudice finalmente, arbitro in terra del bene e del male!

E allora la mia statura non dispensò più buonumore

a chi alla sbarra in piedi mi diceva "Vostro Onore".
Il brano è tratto dalla storia di Selah Lively, un uomo da sempre deriso e vittima di malelingue a causa della sua bassa statura (nella poesia di Masters 5 piedi e 2 pollici, cioè 157,48 cm, nella canzone di De André più semplicemente «un metro e mezzo»), il quale, studiando giurisprudenza «nelle notti insonni vegliate al lume del rancore», diventa giudice e si vendica della sua infelicità attraverso il potere di giudicare e condannare, incutendo timore a coloro che prima lo irridevano. La storia si conclude con il giudice che «nell'ora dell'addio», cioè in punto di morte, si inginocchia al cospetto del Sommo Giudice, «non conoscendo affatto la statura di Dio».
Come in Un matto, anche in questa canzone riveste una grande importanza il tema dell'invidia come motore dell'agire del personaggio; in questa canzone De André mostra come il giudizio altrui possa creare disagio e sconforto. Il giudice, definito iperbolicamente «nano» da De André, diventa «una carogna» semplicemente perché gli altri si sono sempre comportati in tale modo con lui; se l'invidia provata dal matto era accompagnata in vita da un senso d'impotenza, quella del giudice trova invece nella vendetta l'unico sfogo possibile.

### Un blasfemo (Dietro ogni blasfemo c'è un giardino incantato)
E se furon due guardie a fermarmi la vita,

è proprio qui sulla Terra la mela proibita,

e non Dio, ma qualcuno che per noi l'ha inventato,

ci costringe a sognare in un giardino incantato.
Il testo è tratto dalla storia di Wendell P. Bloyd, un soggetto che ha accusato pubblicamente Dio di aver mentito all'uomo «per paura che ormai non avesse padroni» e che per questo è stato perseguitato e imprigionato dal potere costituito per blasfemia: «non mi uccise la morte, ma due guardie bigotte, mi cercarono l'anima a forza di botte». Da morto, il blasfemo non ce l'ha più con Dio, ma con chi sfrutta la religione per scopi di potere: «e non Dio, ma qualcuno che per noi l'ha inventato / ci costringe a sognare in un giardino incantato». La melodia è tratta dalla canzone Rambleaway della cantante folk inglese Shirley Collins, che era già stata omaggiata da De André con Geordie.

### Un malato di cuore
Da ragazzo spiare i ragazzi giocare

al ritmo balordo del tuo cuore malato,

e ti viene la voglia di uscire e provare

che cosa ti manca per correre al prato.

[…]

ma che la baciai, perdio, sì, lo ricordo,

e il mio cuore le restò sulle labbra.
Un malato di cuore è tratta dalla storia di Francis Turner, che muore in quanto il suo cuore non regge la troppa emozione che prova non appena viene a contatto con le labbra di una donna. Questo è il pezzo che conclude la prima parte del disco, incentrata sul tema dell'invidia. Il protagonista, sofferente di disturbi cardiaci fin dall'infanzia, è costretto a sfiorare la vita senza poterla mai vivere, provando solitudine e invidia verso i suoi coetanei. Anche qui, come nella canzone dedicata al matto, si ritrovano molti elementi che portano l'ascoltatore a provare le stesse sensazioni del personaggio e che gli fanno capire il suo stato d'animo («come diavolo fanno a riprendere fiato […] e mai poter bere alla coppa d'un fiato, ma a piccoli sorsi interrotti»), accentuati dall'utilizzo della seconda persona. Tuttavia, alla fine della canzone il malato di cuore si distingue dal matto, dal giudice e dal blasfemo: mentre il giudice ha trovato nella vendetta la sua alternativa all'invidia, abbassandosi al livello di chi lo aveva deriso, e il matto è stato spinto dall'invidia a «imparare la Treccani a memoria» (nella poesia di Masters era l'Enciclopedia Britannica), il malato di cuore riesce a vincere l'invidia attraverso l'amore, che gli regala un unico momento di estrema felicità appena prima della morte. La coda del brano, eseguita alla chitarra classica da Bruno Battisti D'Amario, cita due frammenti dal secondo movimento del Concerto Nº 4 in Fa minore, opera 8, RV 297 L'inverno (da Le quattro stagioni) di Antonio Vivaldi.

### Un medico
Un sogno, fu un sogno, ma non durò poco,

per questo giurai che avrei fatto il dottore,

e non per un dio, ma nemmeno per gioco:

perché i ciliegi tornassero in fiore.
Un medico è tratta dalla storia del dottor Siegfried Iseman, il quale, spinto da una genuina passione per la medicina e la professione medica che lo accompagna fin dalla tenera età, dapprima si offre di curare gratuitamente la povera gente («con la diagnosi in faccia, e per tutti era uguale: ammalato di fame, incapace a pagare»), ma poi, non guadagnando soldi con cui vivere, cade in povertà egli stesso. A seguito di ciò si vede costretto a rifarsi inventando e vendendo finte pozioni miracolose («e il sistema sicuro è pigliarti per fame / nei tuoi figli, in tua moglie che ormai ti disprezza, / perciò chiusi in bottiglia quei fiori di neve / l'etichetta diceva: "Elisir di giovinezza"»), motivo per cui viene spedito in prigione e finisce odiato da tutti, che lo etichettano come imbroglione e ciarlatano («bollato per sempre truffatore imbroglione / dottor professor truffatore imbroglione»).

### Un chimico
Da chimico un giorno avevo il potere

di sposar gli elementi e di farli reagire,

ma gli uomini mai mi riuscì di capire

perché si combinassero attraverso l'amore,

affidando ad un gioco la gioia e il dolore.
Un chimico è tratta dalla storia di Trainor, il farmacista di Spoon River, che non riesce a comprendere l'amore e le unioni tra uomini e donne come invece capisce e controlla le unioni tra gli elementi chimici, motivo per cui non si è mai innamorato o sposato; ironicamente, egli è morto «in un esperimento sbagliato, proprio come gli idioti che muoion d'amore» e dichiara che «qualcuno dirà che c'è un modo migliore». Egli ritiene l'amore una sorta di gioco che alla fine porta più dolore che gioia: «Guardate il sorriso, guardate il colore, / come giocan sul viso di chi cerca l'amore. / Ma lo stesso sorriso, lo stesso colore / dove sono sul viso di chi ha avuto l'amore?». Il brano è l'unico nella carriera di De André a essere stato inserito nel 1972 nei juke-box per partecipare al Festivalbar, unicamente per volontà della casa discografica, la quale iscrisse la canzone alla manifestazione musicale senza consultare l'artista, provocando in De André un notevole disappunto; la controversia venne risolta decidendo di inserire la canzone nei riproduttori pubblici senza però far esibire il cantautore dal vivo, neanche in caso di vittoria finale (il festival vide il trionfo di Mia Martini con il brano Piccolo uomo).

### Un ottico
Daltonici, presbiti, mendicanti di vista!

Il mercante di luce, il vostro oculista,

ora vuole soltanto clienti speciali

che non sanno che farne di occhi normali.
La canzone è tratta dalla storia di Dippold, un ottico stanco di consentire ai suoi clienti di vedere semplicemente cosa sta loro intorno, che vuole fare occhiali speciali che aiutino la gente a vedere oltre la realtà, «perché le pupille abituate a copiare / inventino i mondi sui quali guardare». Interessante è la divisione delle strofe: nelle prime due è l'oculista che parla direttamente, mentre dalla terza alla sesta sono i quattro clienti dell'oculista (uno per strofa) che descrivono cosa vedono attraverso le lenti speciali.
Fra le poesie di Masters scelte da De André per il disco, questa è l'unica che non fa alcun cenno alla morte del protagonista, il quale, oltretutto, sia nella poesia che nella canzone, parla al presente, come fosse ancora vivo, anziché al passato come tutti gli altri personaggi; lo stesso fa ciascuno dei quattro clienti, nella seconda metà del testo.
Il cambio di prospettiva sulla realtà proposto dall'ottico – forse metafora dell'artista – potrebbe celare l'allusione a una via psichedelica, attraverso l'uso di allucinogeni («non più ottico, ma spacciatore di lenti / per improvvisare occhi contenti») o al contrario rappresentare un modo per scorgere finalmente la meraviglia nelle cose: "e poi la luce, luce che trasforma il mondo in un giocattolo. Faremo gli occhiali così! Faremo gli occhiali così!" . Abbiamo dunque due possibilità: da una parte limitarci a sognare un mondo nuovo, migliore, fuggendo da quello reale; dall'altra la figura del poeta come "creatore" (come mostra l'etimologia dal verbo greco ποιέω, poièo, cioè "creare"), quindi artefice di una reale trasformazione. Nelle strofe in cui sono i clienti a parlare, anche la musica, gli arrangiamenti e la stessa produzione del brano si fanno più complessi, quasi a esprimere anch'essi l'idea di una distorsione nella percezione ordinaria del mondo, in vista di una nuova realtà; in due strofe, ad esempio, la voce di De André è sovraincisa a sé stessa in una sorta di lenta eco straniante che a un primo ascolto rende difficile anche la comprensione del testo.

### Il suonatore Jones
E poi se la gente sa,

e la gente lo sa, che sai suonare,

suonare ti tocca

per tutta la vita,

e ti piace lasciarti ascoltare.
Il suonatore Jones è, insieme a La collina, una delle due canzoni dell'album che porta lo stesso titolo della poesia di Masters da cui è tratta, così come tradotto dalla Pivano (nell'originale Fiddler Jones, cioè un violinista; nella versione di De André, per ragioni di metrica, Jones suona il flauto). Per il protagonista, la libertà che il suonare e la musica gli offrivano e che facendo altro aveva visto invece calpestata, «protetta da un filo spinato», era più importante dello status sociale e della ricchezza che avrebbe potuto ottenere coltivando la terra. Tale scelta di vita lo ha portato a morire poverissimo, ma felice e senza rimpianti: «Finii con i campi alle ortiche, / finii con un flauto spezzato / e un ridere rauco, e ricordi, tanti, / e nemmeno un rimpianto».
È probabile, dato il soggetto del brano e la collocazione a fine disco, che De André volesse identificarsi idealmente nella figura di Jones. Il personaggio è già citato in La collina con queste parole: «Dov'è Jones il suonatore / che fu sorpreso dai suoi novant'anni / e con la vita avrebbe ancora giocato? / Lui che offrì la faccia al vento, la gola al vino / e mai un pensiero, non al denaro, non all'amore né al cielo. / Lui, sì, sembra di sentirlo cianciare ancora delle porcate / mangiate in strada nelle ore sbagliate. Sembra di sentirlo ancora dire al mercante di liquore: / "Tu che lo vendi, cosa ti compri di migliore?"»

## Tracce
Testi di Fabrizio De André e Giuseppe Bentivoglio, musiche di Fabrizio De André e Nicola Piovani.
Lato A
1. La collina [22] – 4:03
2. Un matto (Dietro ogni scemo c'è un villaggio) – 2:37
3. Un giudice – 2:56
4. Un blasfemo (Dietro ogni blasfemo c'è un giardino incantato) – 2:59
5. Un malato di cuore – 3:52

Durata totale: 16:27
Lato B
1. Un medico – 2:40
2. Un chimico – 3:01
3. Un ottico – 4:36
4. Il suonatore Jones – 4:28

Durata totale: 14:45

## Formazione
- Fabrizio De André – voce, chitarra acustica
- Vincenzo Restuccia – batteria
- Tonino Ferrelli – basso
- Silvano Chimenti – chitarra acustica
- Maurizio Majorana – basso
- Vittorio De Scalzi – chitarra acustica
- George Zanagoria – pianoforte, organo Hammond
- Bruno Battisti D'Amario – chitarra classica
- Nicola Piovani – pianoforte, organo Hammond
- Arnaldo Graziosi – clavicembalo
- Massimo Amfiteatrof – violoncello
- Giuseppe Selmi – violoncello
- Dino Asciolla – viola
- Nicola Samale – flauto
- Italo Cammarota – arghilofono
- Edda Dell'Orso – voce in Il suonatore Jones e in Un chimico
- I Cantori Moderni di Alessandroni – cori

## Remake integrale di Morgan
Nel 2005, con l'approvazione di Dori Ghezzi, vedova di De André, il cantautore italiano Morgan pubblicò un rifacimento integrale e fedele di questo disco. Il lavoro valse a Morgan la Targa Tenco al miglior interprete. In omaggio all'originale di De André, anche l'album di Morgan fu intitolato Non al denaro non all'amore nè al cielo, mantenendo cioè l'errore ortografico della prima edizione.

## Classifiche
Album
| Anno | Classifica              | Posizione raggiunta |
| ---- | ----------------------- | ------------------- |
| 1971 | Hit parade Italia Album | 1                   |